# Vescisa
Vescisa là một chi bướm đêm thuộc họ Noctuidae.

## Các loài
- Vescisa commoda Walker, 1864
- Vescisa crenulata Hampson, 1896
- Vescisa digona Hampson, 1910
- Vescisa pervadens Warren, 1914